# Steve Missillier
Steve Missillier (Annecy, 12 de diciembre de 1984) es un deportista francés que compitió en esquí alpino.
Participó en dos Juegos Olímpicos de Invierno, en los años 2010 y 2014, obteniendo una medalla de plata en Sochi 2014, en la prueba de eslalon gigante.
En la Copa del Mundo consiguió un podio en total.
En 2014 fue nombrado caballero de la Orden Nacional del Mérito.

## Palmarés internacional
| Juegos Olímpicos | Juegos Olímpicos | Juegos Olímpicos | Juegos Olímpicos |
| Año              | Lugar            | Medalla          | Prueba           |
| ---------------- | ---------------- | ---------------- | ---------------- |
| 2014             | Sochi (Rusia)    | Medalla de plata | Eslalon gigante  |